# Георги Атанасов (Барбарево)
Георги Атанасов Янков е български революционер, деец на Вътрешната македонска революционна организация.

## Биография
Роден е в 1879 година в струмишкото село Барбарево, тогава в Османската империя, днес в Северна Македония. Влиза във ВМОРО и участва в борбата с османската власт. След като Струмишко попада в Кралството на сърби, хървати и словенци след Първата световна война, се присъединява към възстановената ВМРО. Действа като куриер и превежда чети на Организацията през границата. Заподозрян от властите, Атанасов е арестуван през юни 1923 година. Осъден е на 20 години строг тъмничен затвор. Лежи в Нишкия затвор, където е бит и измъчван. Амнистиран е след 16 месеца през септември 1924 година. Дейността му е отбелязана от водача на ВМРО Иван Михайлов.
На 18 април 1943 година като жител на Барбарево подава молба за българска народна пенсия. Молбата е одобрена и пенсията е отпусната от Министерския съвет на Царство България.